# Park im. Jana Pawła II (Gdańsk)

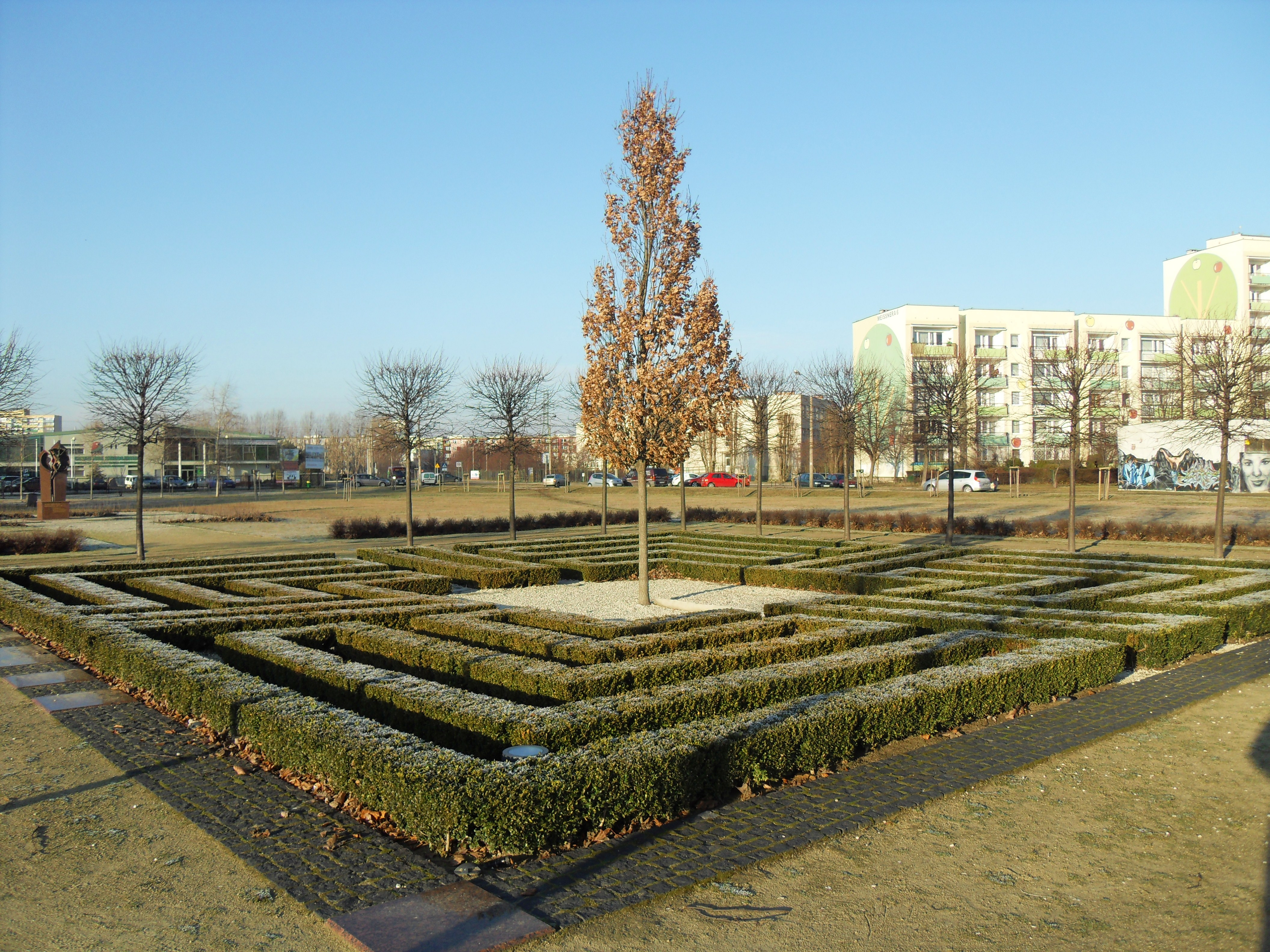
Zielony Pomnik na terenie parku ku czci Jana Pawła II, znajdujący się w pobliżu miejsca, w którym w 1987 Jan Paweł II odprawił mszę skierowaną do ludzi pracy

Park im. Jana Pawła II – park na obszarze gdańskiego osiedla Zaspa, pomiędzy dawnym pasem startowym lotniska Gdańsk-Wrzeszcz (obecnie al. Jana Pawła II), al. Rzeczypospolitej a dzielnicą Przymorze Wielkie. Powierzchnia parku wynosi 25,1 ha, jest to drugi pod względem powierzchni park Gdańska (po parku im. Ronalda Reagana).

## Historia
Park został utworzony na niezabudowanej części dawnego lotniska, pozostawionej do wykorzystania jako teren zielony, w przeszłości porośniętej lasem sosnowym, przez który płynął Potok Brzeźnieński.
Teren parku i dawnego pasa startowego był miejscem mszy papieskiej w czasie III wizyty Jana Pawła II w Polsce 12 czerwca 1987 r. Papież dokonał przy tej okazji wmurowania kamienia węgielnego pod kościół pw. Opatrzności Bożej. Papież celebrował nabożeństwo z udziałem 600 tys. wiernych, znajdując się na dziobie kilkudziesięciometrowego drewnianego ołtarza w kształcie łodzi Piotrowej, autorstwa profesora Mariana Kołodzieja, wykonanego przez dekoratorów z Teatru Dramatycznego w Gdańsku, z Opery Bałtyckiej i Teatru Muzycznego w Gdyni. W miejscu mszy papieskiej na pamiątkę tego wydarzenia złożony został po rozebraniu ołtarza 20-tonowy głaz, który jednakże 4 lutego 1988 został ukradziony przez "nieznanych sprawców". W dwudziestą rocznicę mszy w miejscu, gdzie stał papieski ołtarz został zbudowany Zielony Pomnik.
W latach 2011–2012 teren na obrzeżach parku został częściowo zabudowany przez bloki mieszkalne.
Obecnie park pełni przede wszystkim funkcje spacerowego zaplecza dla mieszkańców pobliskich osiedli.